# Gezeitengeprägtes Delta

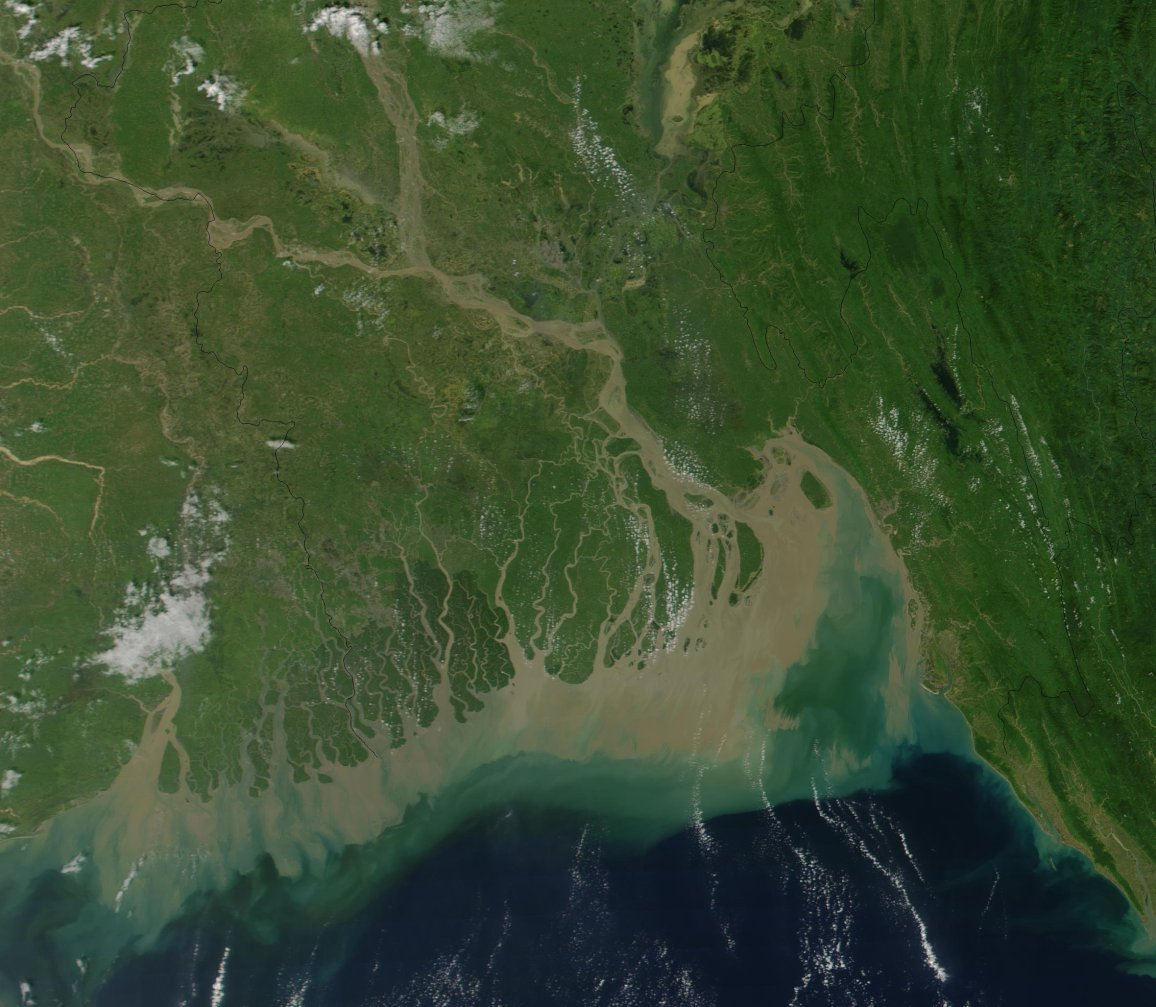
Das Gangesdelta aus dem Orbit

Bei einem gezeitengeprägten Delta wirken Sedimentation aus dem Wasser des einmündenden Flusses und vom Meer ausgehende Erosion durch die Gezeitenströme zusammen.
Merkmale:
- Starke Zergliederung durch Gezeitenströmung
- Mündungssandbänke werden seitwärts verlagert und es bilden sich langgestreckte Barren
- Sedimente werden meistens küstenparallel verlagert
- Aufweitung wenigstens einiger Mündungsarme zu Ästuaren

## Beispiele
- Amazonasdelta,

Tidenhub in Ponta do Céu: 0,4 – 4,6 m (max.)
- Gangesdelta,

Tidenhub in Kalkutta: 1,34 – 3,46 m, max. 5,91 m
- Westlicher Teil des Rhein-Maas-Schelde Deltas,

Tidenhübe:
- Antwerpen: 3,24 – 4,96 m, max. 6,09 m
- Rotterdam: 1,48 – 1,90 m, max. 2,35 m

- Sambesidelta,

Tidenhub benachbarter Häfen:
- Quelimane 1,14 – 4,09 m, max. 4,95 m
- Beira 1,46 – 5,97 m, max. 6,93 m